# TSV Uetersen

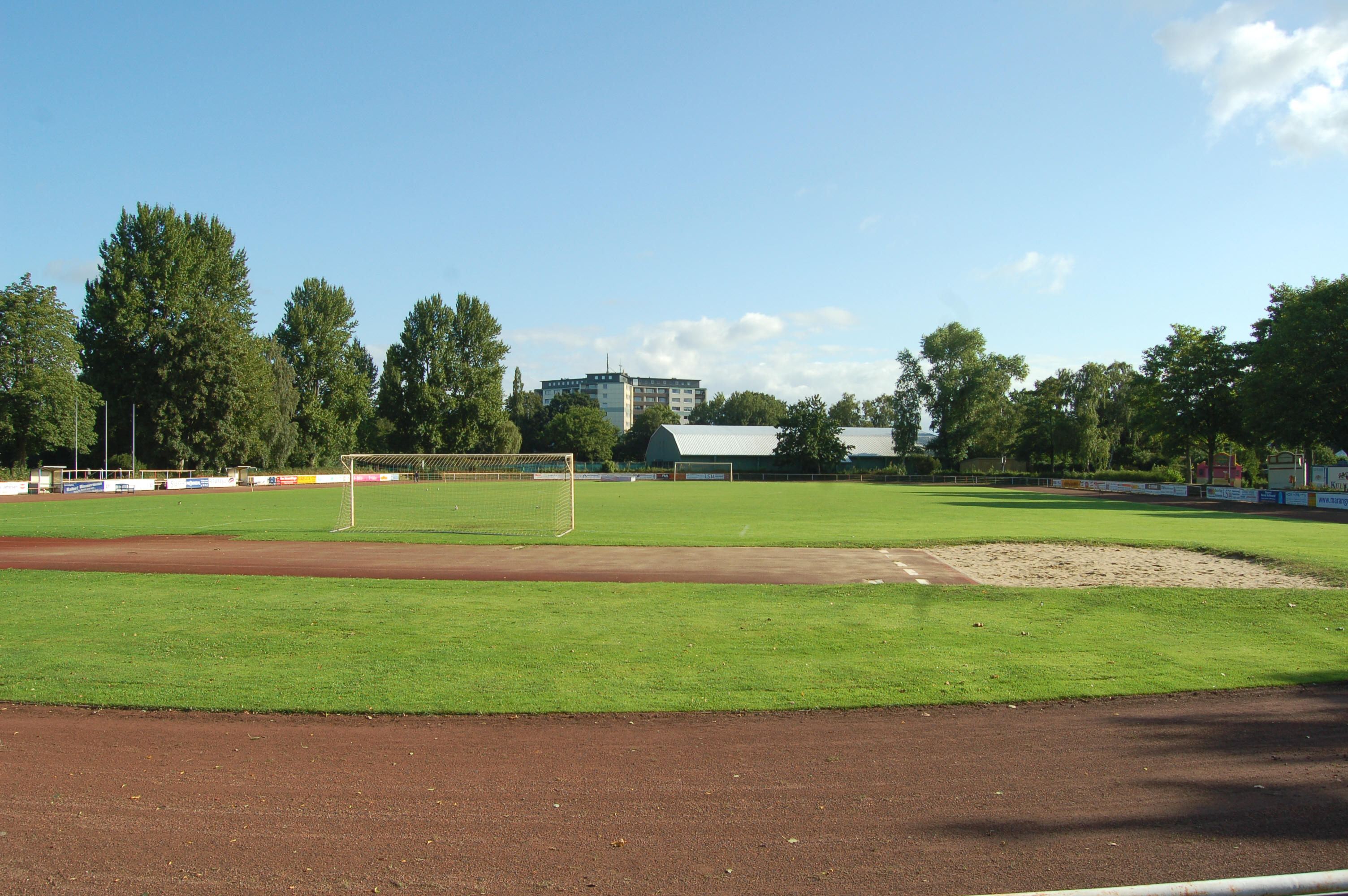
Rosenstadion

TSV Uetersen is een sportvereniging uit Uetersen in de Duitse deelstaat Sleeswijk-Holstein. De voornaamste sporten die beoefend worden zijn basketbal, boksen, danshandbal, judo tafeltennis, turnen voetbal en zwemmen. De thuiswedstrijden worden gespeeld in het Rosenstadion aan de Jahnstraße, waar 6.000 toeschouwers terechtkunnen.
In het seizoen 2015/16 trok Uetersen zich terug uit de Landesliga. Sindsdien komt het alleen nog met jeugdteams uit in de competitie.

## Competities
- 1949-50 Meister LL / Germania-Staffel
- 1956-57 Meister VL Hamburg
- 1976-77 Meister BZ / Staffel West
- 1991-92 Meister BZ / Staffel West

| - 1986-87 (VI) Landesliga Hammonia 14. - 1987-88 (VII) Bezirksliga West 10. - 1988-89 (VII) Bezirksliga Süd 8. - 1989-90 (VII) Bezirksliga West 7. - 1990-91 (VII) Bezirksliga West 3. - 1991-92 (VII) Bezirksliga West 1. - 1992-93 (VI) Landesliga Hammonia 1. - 1993-94 (VI) Landesliga Hammonia 10. - 1994-95 (VI) Landesliga Hammonia 10. - 1995-96 (VI) Landesliga Hammonia 8. - 1996-97 (VI) Landesliga Hammonia 8. - 1997-98 (VI) Landesliga Hammonia 9. - 1998-99 (VI) Landesliga Hammonia 7. | - 1999-00 (VI) Landesliga Hammonia 11. - 2000-01 (VI) Landesliga Hammonia 7. - 2001-02 (VI) Landesliga Hammonia 2. - 2002-03 (V) Verbandsliga Hamburg 14. - 2003-04 (VI) Landesliga Hammonia 3. - 2004-05 (VI) Landesliga Hammonia 2. - 2005-06 (VI) Landesliga Hammonia 2. - 2006-07 (V) Verbandsliga Hamburg 15. - 2007-08 (VI) Landesliga Hammonia 3. - 2008-09 (VI) Landesliga Hammonia 2. - 2009-10 (V) Oberliga Hamburg 18. - 2010-11 (VI) Landesliga Hammonia 4. |